# كاسارزا ليغور
كاسارزا ليغور هي كومونا في التجمع الحضري لمقاطعة جنوة الايطالية التابعة لأقليم ليغوريا. تبعد مدينة كاسارزا ليغور حوالي (45) كيلو متر (28) ميلا جنوب شرق مقاطعة جنوة. وتقع مدينة كاسارزا ليغور على حدود البلدات التالية كاستجليون شيافاريزي, ميسينا, مونيغليا, و سيستري ليفانتي.